# Stadion Mladost (Lučani)
 (avril 2025).
Si vous disposez d'ouvrages ou d'articles de référence ou si vous connaissez des sites web de qualité traitant du thème abordé ici, merci de compléter l'article en donnant les références utiles à sa vérifiabilité et en les liant à la section « Notes et références ».
Le stade Mladost (en serbe cyrillique : Стадион Младост, et en serbe latin : Stadion Mladost), est un stade de football situé à Lučani, en Serbie.